# Priyanka Vadra
Priyanka Gandhi Vadra (ur. 12 stycznia 1972 w Delhi) – indyjska polityk, działaczka socjaldemokratycznego Indyjskiego Kongresu Narodowego, najstarszej partii w kraju. Członkini najbardziej wpływowej indyjskiej rodziny Nehru-Gandhi, potomkini trojga premierów.

## Pochodzenie
Córka siódmego premiera Indii Rajiva Gandhiego i Sonii Gandhi, prezes Indyjskiego Kongresu Narodowego. Premierami Indii byli także jej babcia Indira Gandhi oraz pradziadek Jawaharlal Nehru. Aktywnym w świecie indyjskiej polityki jest również jej starszy brat Rahul Gandhi, parlamentarzysta i prezes Indyjskiego Kongresu Narodowego.
Rodzina Priyanki naznaczona jest od lat nie tylko dążeniem do sprawowania w Indiach władzy, ale też tragicznymi wydarzeniami - zarówno jej ojciec Rajiv, jak i babka Indira zginęli w zamachach na ich życie.

## Kariera
Ukończyła psychologię na Uniwersytecie w Delhi, po czym w 2010 uzyskała tytuł magistra studiów buddystycznych. Od 1997 jest żoną indyjskiego biznesmena Roberta Vadry. Mają dwójkę dzieci - córkę Mirayę i syna Raihana.
Choć sama przez długi czas nie zajmowała żadnego oficjalnego stanowiska politycznego, to z powodzeniem prowadziła kampanie wyborcze swojej matki Sonii oraz brata Rahula Gandhiego. Regularnie spotykała się z wyborcami, których ujmowała swoją charyzmą. Pomagała również w innych kampaniach wyborczych polityków Indyjskiego Kongresu Narodowego, ale zarzekała się, że nie chce się profesjonalnie zajmować polityką. 
Zmieniła jednak zdanie i formalnie weszła w świat polityki 23 stycznia 2019, kiedy została mianowana sekretarzem generalnym tej partii odpowiedzialnym za wschodnią część stanu Uttar Pradesh, najludniejszego i politycznie najważniejszego w Indiach. Priyanka jest także jedną z kluczowych osób zawiadujących Fundacją im. Rajiva Gandhiego.
Chociaż ślub wzięła w tradycyjnym obrządku hinduistycznym, praktykuje buddyzm.